# Красный отель
«Красный отель» (фр. L'auberge rouge) — французский художественный фильм 2007 года, снятый режиссёром Жераром Кравчиком. Фильм является ремейком французской комедии 1951 года режиссёра Отан-Лара «Красная таверна», идея сделать ремейк которого принадлежит актёру Кристиану Клавье: он очень любил этот фильм в детстве. В 2005-м Клавье написал сценарий и отправился с ним к продюсеру Кристиану Фешне.

## Сюжет
На диком перевале в Пиренеях стоит богом забытый отель. Немногие путешественники доходили до него, и уж точно никто не возвращался назад. Дело в том, что угрюмые хозяева, чтобы свести концы с концами, заставляли своего глухонемого сына убивать постояльцев и присваивать их деньги и имущество. Однажды в этот отель заглянула группа путешествующих людей вместе со взятым по пути аббатом. Хозяйка гостиницы, терзаемая муками совести за страшные грехи, решила исповедаться ему (в том числе рассказав, что её сын уже успел убить только что прибывших в отель нотариуса и кучера). Священник пришёл в ужас, зная заранее, что всех постояльцев скоро ждет жестокая смерть. Но и выдать тайну исповеди он тоже не может. Аббат изо всех сил старается спасти своих спутников, при этом не говоря им ни слова об ужасной правде, касающейся хозяев постоялого двора. Жителей Красного отеля ждет «весёленькая» ночка, богатая невероятными событиями.

## В главных ролях
| Актёр                  | Роль                                               |
| ---------------------- | -------------------------------------------------- |
| Кристиан Клавье        | хозяин отеля Пьюри Мартен                          |
| Жозиан Баласко         | хозяйка отеля Роз Мартен                           |
| Фридерик Эпо           | Вьюле Мартен                                       |
| Жюльет Ламболи         | Матильда Мартен                                    |
| Жерар Жюньо            | священник Пере Карню                               |
| Жан-Батист Монье       | сын судьи Октав Помпьяне                           |
| Юрбен Канселье         | граф Филипп                                        |
| Энн Жирар              | жена графа Мария-Адиль                             |
| Сильви Жоли            | графиня                                            |
| Франсуа-Ксавье Демезон | кружевник Симон                                    |
| Жан-Кристоф Буве       | нотариус                                           |
| Лоран Гамелон          | дровосек                                           |
| Оливье Саладен         | кучер                                              |
| Игорь Скреблин         | мошенник, выдававший себя за дрессировщика медведя |
| Кристиан Бюжо          | капитан жандармов                                  |

## Создание и выпуск
Жерар Кравчик перед премьерой фильма отмечал, что априори, это не комедия. Своё творение он позиционировал как забавную сказку с небольшой примесью ужаса.
Снявшиеся в фильме Кристиан Клавье, Жозиан Баласкоиль и Жерар Жуньо начинали свою карьеру в популярной комической театральной труппы Splendid.
Мировая премьера фильма прошла 16 ноября 2007 года в Москве в рамках фестиваля «Французское кино сегодня», организованного Unifrance и посольством Франции.
Фильм вышел в прокат во Франции (350 экранных копий), России (298 копий), Украине, Казахстане и Армении. Также были проданы права на телепоказ в РФ.

## Отзывы
Обозреватель Le Monde рекомендовал зрителям проигнорировать картину из-за слабого содержания и отсутствия по настоящему страшных моментов
Газета «Liberation» отметило изначально узкие рамки, в которые была поставлен ремейк, а также разругало «Красный отель» за вульгарность и пошлость.
Обозревательница Газета. Ru Дарья Горячева посчитала картину если и не крестом в землю, то весомым венком на могилку жанра старой французской комедии, которая весь век ассоциировалась с буффонадой, суетливой беготней, выпученными глазами и эксцентричными комиками. Особенностью фильма она посчитала его антибуржуазную позицию против использовавшейся в оригинале антиклерикальной. Также рецензент с противоречием отнеслась к коммерческим перспективам фильма в России.

## Кассовые сборы
Во Франции «Красный отель» посмотрело более 799 тыс. человек, сборы составили более 6,5 млн долл. В РФ за время проката картина получила 1,286 млн долл. Общемировые сборы достигли отметки в 8 млн долл. при бюджете в 21,4 млн евро.